# Zhang Yuzhe
Zhang Yuzhe sau Yu-che Chang (în chineză simplificată: 张钰哲; în chineză tradițională: 張鈺哲; pinyin: Zhāng Yùzhé; Wade-Giles: Chang Yu-che; n. 16 februarie 1902, Minhou County⁠(d), Fujian, Republica Populară Chineză – d. 21 iulie 1986, Nanjing, Republica Populară Chineză) a fost un astronom chinez.
Este considerat fondatorul astronomiei chineze moderne.
A studiat la Universitatea Tsinghua din Beijing, pe care a absolvit-o în 1923, an în care a plecat în SUA și a început studiul la Universitatea din Chicago.
După absolvirea acestei universități, în 1929, se întoarce în China și preia un post la Universitatea Centrală Națională.
În 1928, în timpul studiilor din SUA, a descoperit un asteroid, pe care l-a numit "China"  ("中華" Zhōnghuá, ulterior a fost denumit 3789 Zhongguo), descoperire confirmată de Minor Planet Center.
Un crater situat în apropierea Polului Sud al Lunii îi poartă numele.